# Lac de Fontaine Blanche
Le lac de Fontaine Blanche (Weißbrunnsee en allemand, lago di Fontana Bianca en italien) est un lac artificiel situé à 1 872 m dans la commune d'Ultimo dans le Tyrol du Sud. Il appartient à la chaîne de réservoirs et de centrales hydroélectriques du val d'Ultimo qu'Alperia Greenpower GmbH exploite pour l'utilisation électro-énergétique de l'hydroélectricité de la vallée. 

## Géographie
Le lac de Fontaine Blanche se trouve à une altitude de 1 872 m, à environ six kilomètres de Santa Gertrude. C'est le point de départ idéal pour des randonnées dans la partie orientale du parc national du Stelvio, qui comprend également le lac.
L'apport naturel est le Valsura. Cependant, il obtient aussi de l'eau par des tunnels et des tuyaux de pression du Grünsee et du Fischersee.

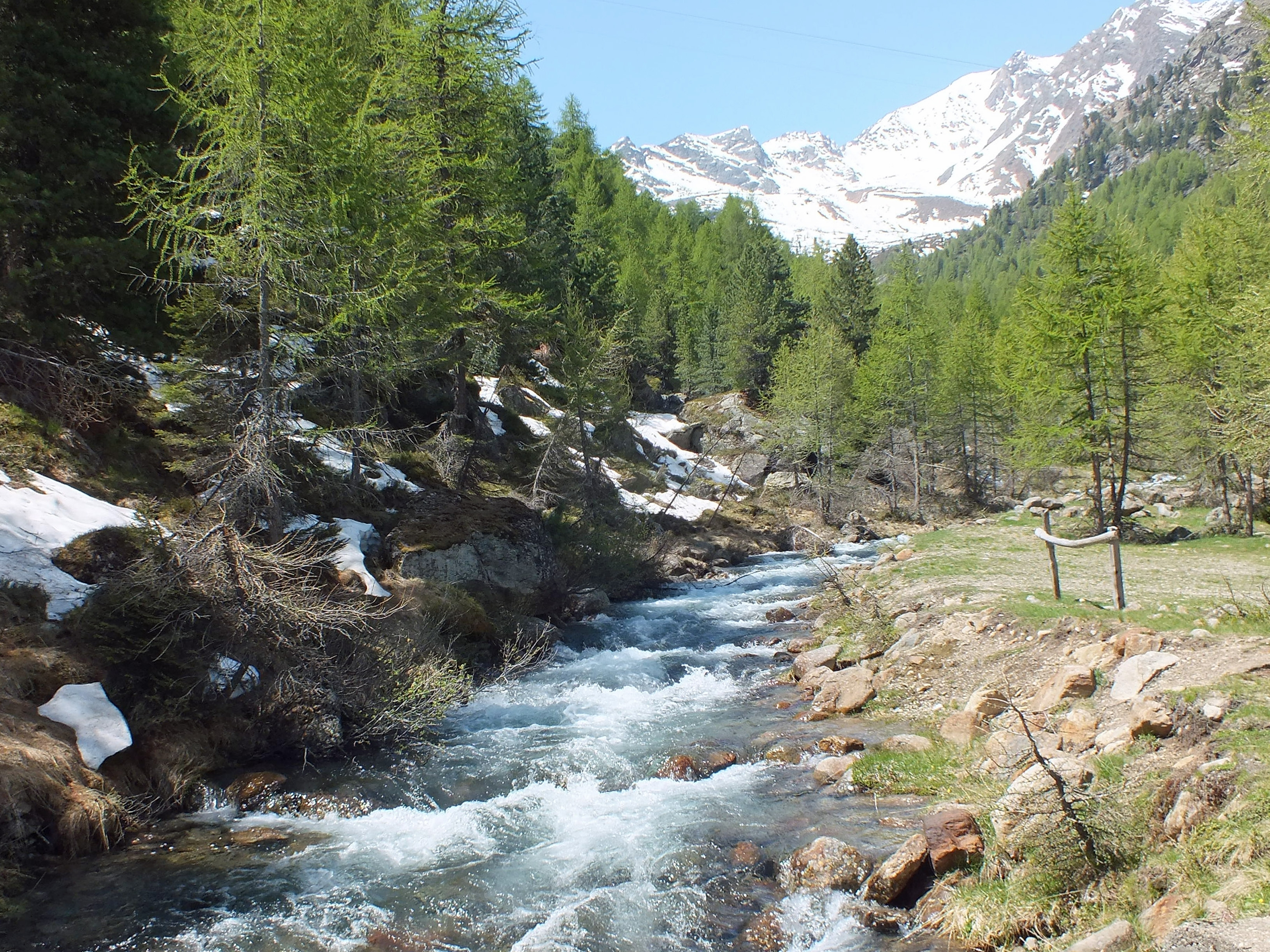
Le Valsura.
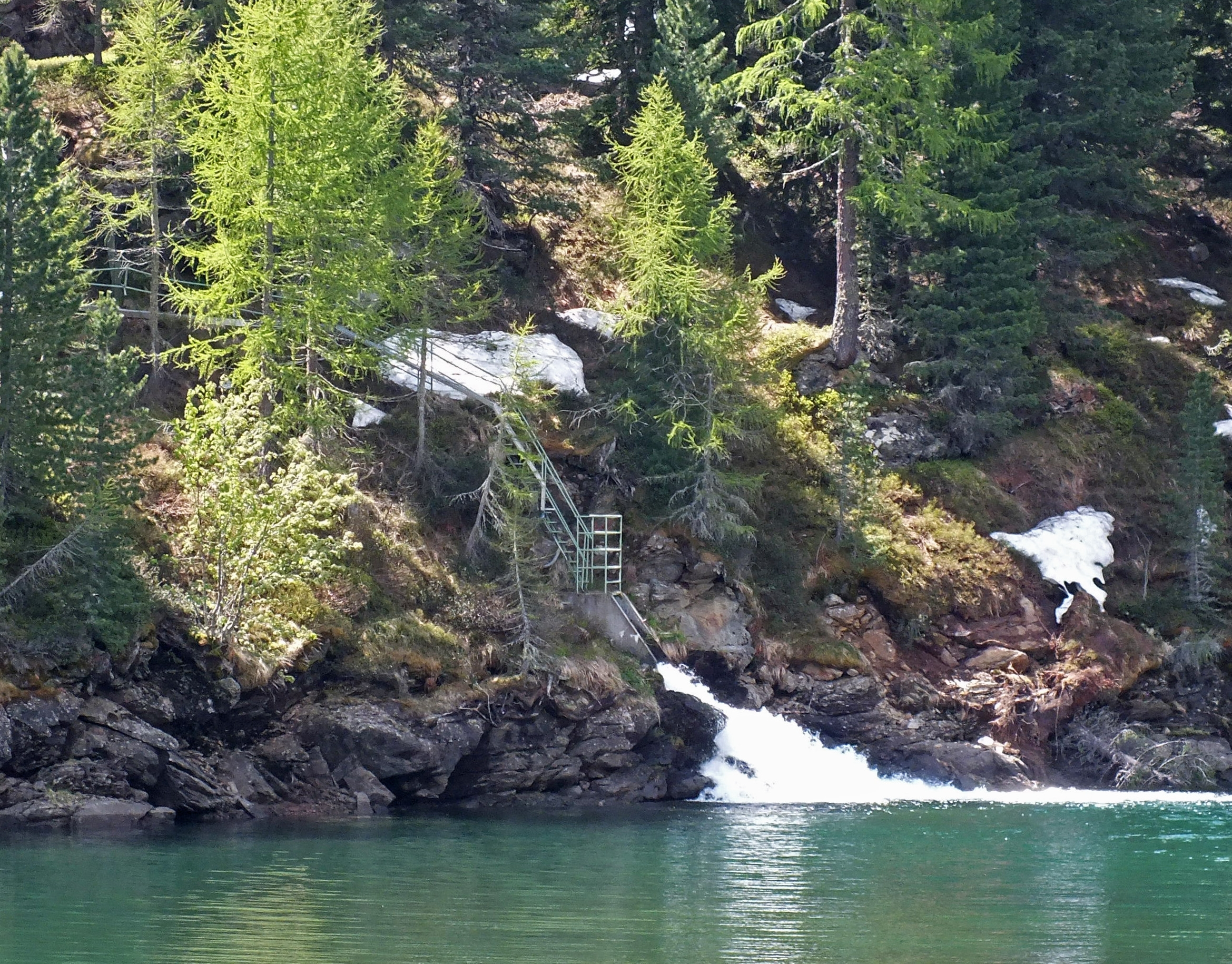
Une entrée d'eau.

## Barrages
Le lac est formé de deux barrages poids (qui sont à un angle de 120 degrés l'un par rapport à l'autre) relativement petits construits entre 1957 et 1959. 
Le barrage principal, situé au nord, a une longueur de couronne de 229 m et une hauteur de 20,5 m. Au pied, il mesure 65 m de large et son volume total est de 80 000 m3. Le barrage sud est un peu plus court et a une hauteur inférieure. 
Une route circulaire d'environ deux kilomètres de long longe le lac, traverse le barrage principal, et contourne le barrage secondaire.

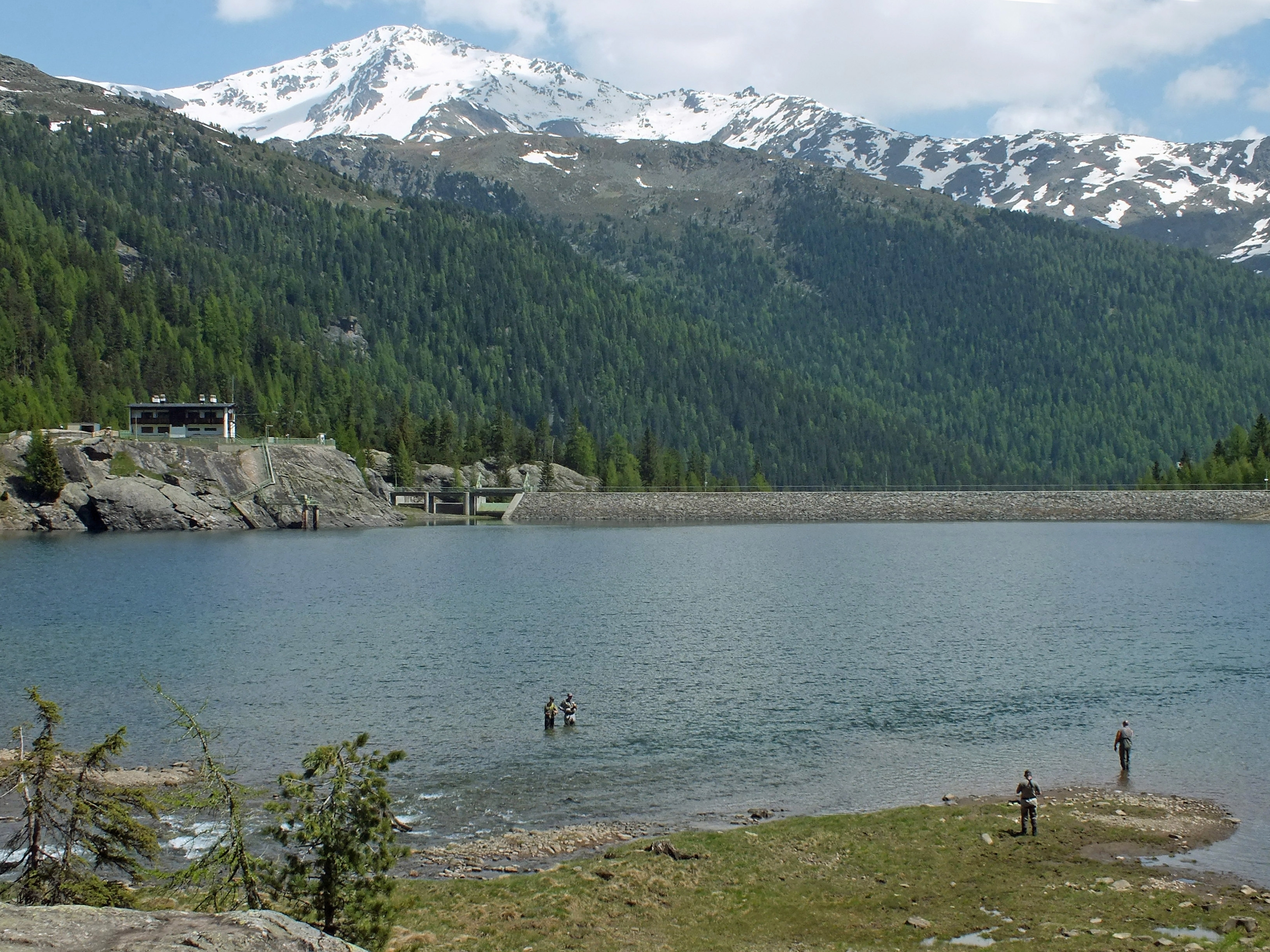
Le barrage principal.
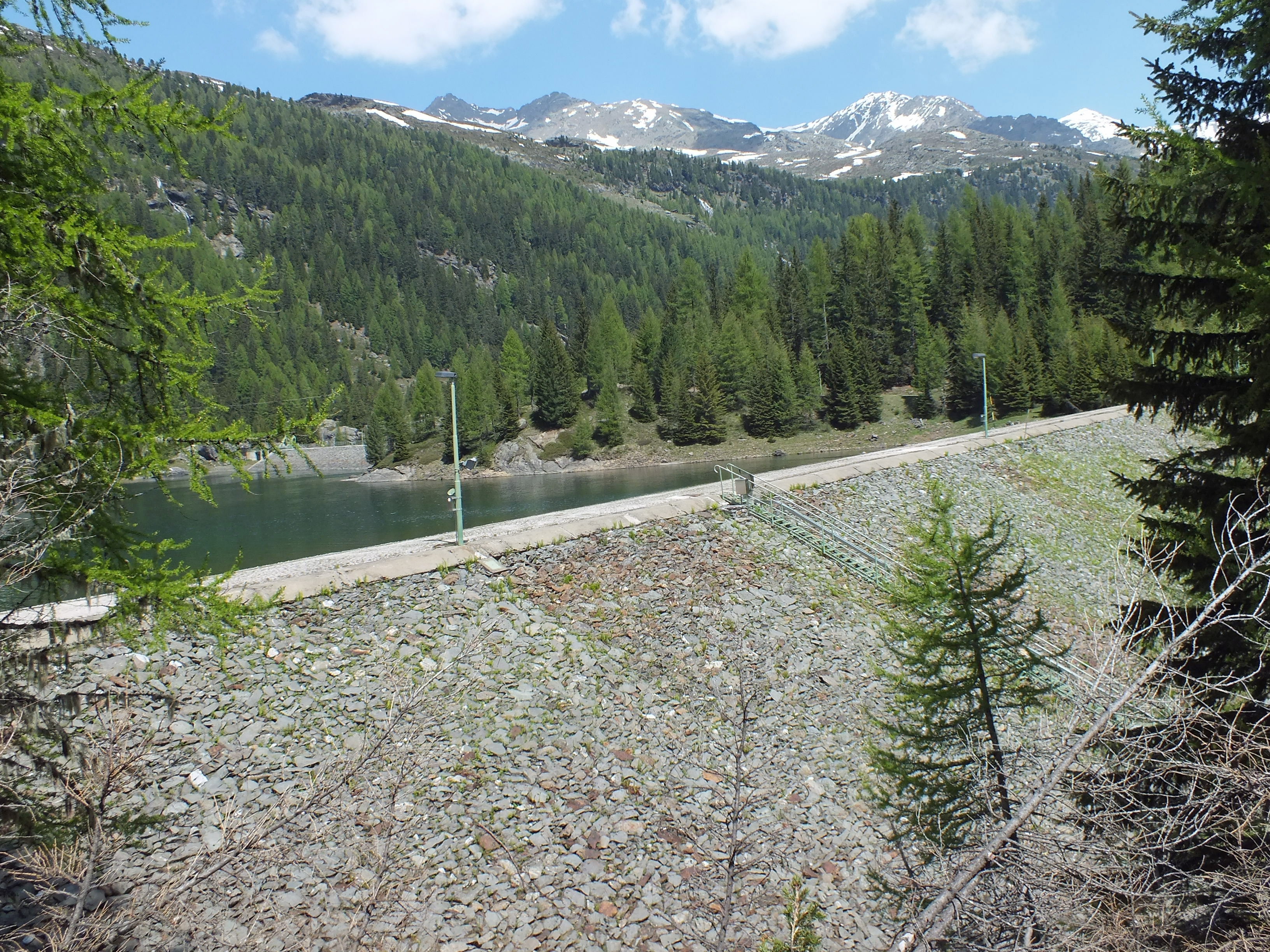
Le barrage secondaire.

## Centrale hydroélectrique

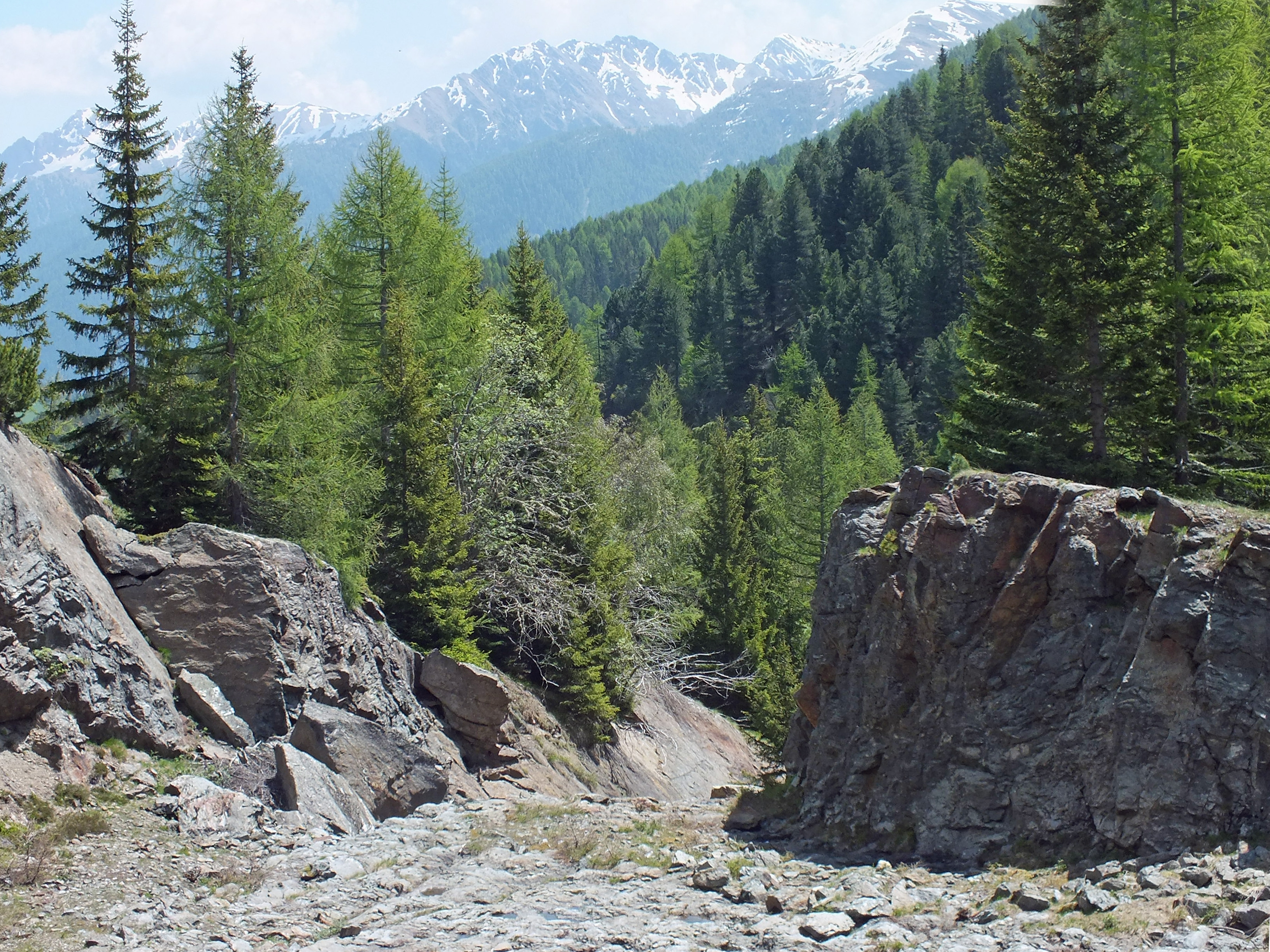
Lit du trop-plein.

La centrale électrique exploitant le réservoir n'est pas située au barrage, mais à une distance de 11 km à vol d'oiseau et 730 m plus bas sur la rive ouest du lac Zoccolo et s'appelle la centrale électrique de St. Walburg. L'eau est acheminée vers la centrale via une conduite de pression après avoir été précédemment combinée avec l'eau de drainage de la centrale de Kuppelwieser Alm.
La centrale hydroélectrique reliée au lac utilise un saut de 731 m ainsi que deux turbines Pelton pour une puissance maximale de 44 MW et une production annuelle de 91 GWh,.  L'espace de stockage maximal du lac s'élève à 1,67 million de m3.
En 1963, la centrale a été restaurée pour permettre l'exploitation des eaux provenant du lac de Quaira.

## Histoire
En 1957, les travaux d'aménagement du lac associés à la construction de la centrale de St. Walburg ont commencé et se sont achevés en 1959.
Pendant la construction des barrages, une colonie de caserne a été construite pour les travailleurs de la construction. Il y avait une cantine d'entreprise pour les approvisionner, qui s'est imposée comme un restaurant d'excursion « Enzian » (la Genziana) après l'achèvement des travaux de construction.
Giancarlo Godio, un chef piémontais, y était déjà employé lors de la construction du barrage . Plus tard, il a repris le restaurant et l'a rendu célèbre avec son art culinaire en combinant la cuisine locale avec la cuisine nationale. En 1978, il a été le premier chef du Tyrol du Sud à recevoir une étoile Michelin. Des invités de haut rang ont atterri sur un héliport au bord du lac pour une visite au restaurant. En 1994, Giancarlo Godio a été tué dans un accident d'avion. L'ancienne auberge est désormais fermée.
Le restaurant de montagne Zur Knödlmoidl s'occupe désormais de la restauration.